# الیمپوس ۳۵آرسی
الیمپوس ۳۵آرسی (به انگلیسی: Olympus 35RC) یک دوربین عکاسی ۳۵ میلی‌متری ساخت شرکت الیمپوس است که در دههٔ ۱۹۷۰ میلادی در ژاپن تولید می‌شد.